# 富田林西口駅
富田林西口駅（とんだばやしにしぐちえき）は、大阪府富田林市寿町一丁目にある、近畿日本鉄道（近鉄）長野線の駅。駅番号はO19。

## 歴史
- 1904年（明治37年）10月12日：河南鉄道の富田林 - 滝谷不動間に、学校前駅として新設開業[1]。
- 1912年（明治45年）3月31日：営業廃止[2][3]。
- 1917年（大正6年）1月9日：営業再開[4][3]。
- 1919年（大正8年）3月8日：社名変更により大阪鉄道に社名変更[5]。
- 1933年（昭和8年）4月1日：富田林西口駅に改称[6]。
- 1943年（昭和18年）2月1日：関西急行鉄道が大阪鉄道を合併、同社長野線の駅になる[5]。
- 1944年（昭和19年）6月1日：戦時統合により関西急行鉄道が南海鉄道（現在の南海電気鉄道の前身。後に再独立）と合併、近畿日本鉄道長野線の駅となる[5]。
- 1945年（昭和20年）6月1日：営業休止[6]。
- 1946年（昭和21年）7月1日：営業再開[6]。
- 2007年（平成19年）4月1日：ICカード「PiTaPa」使用開始[7]。

## 駅構造

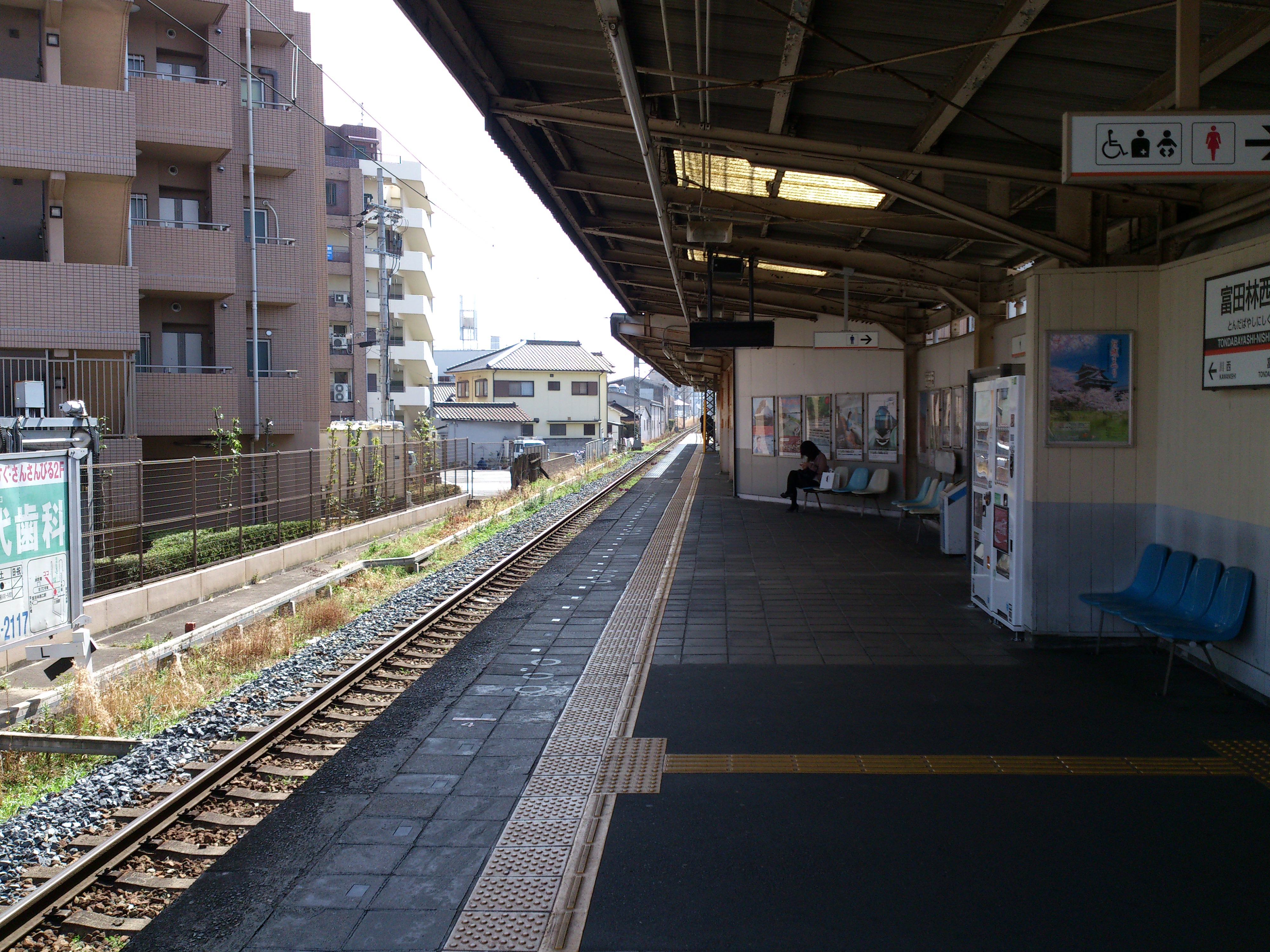
プラットホーム
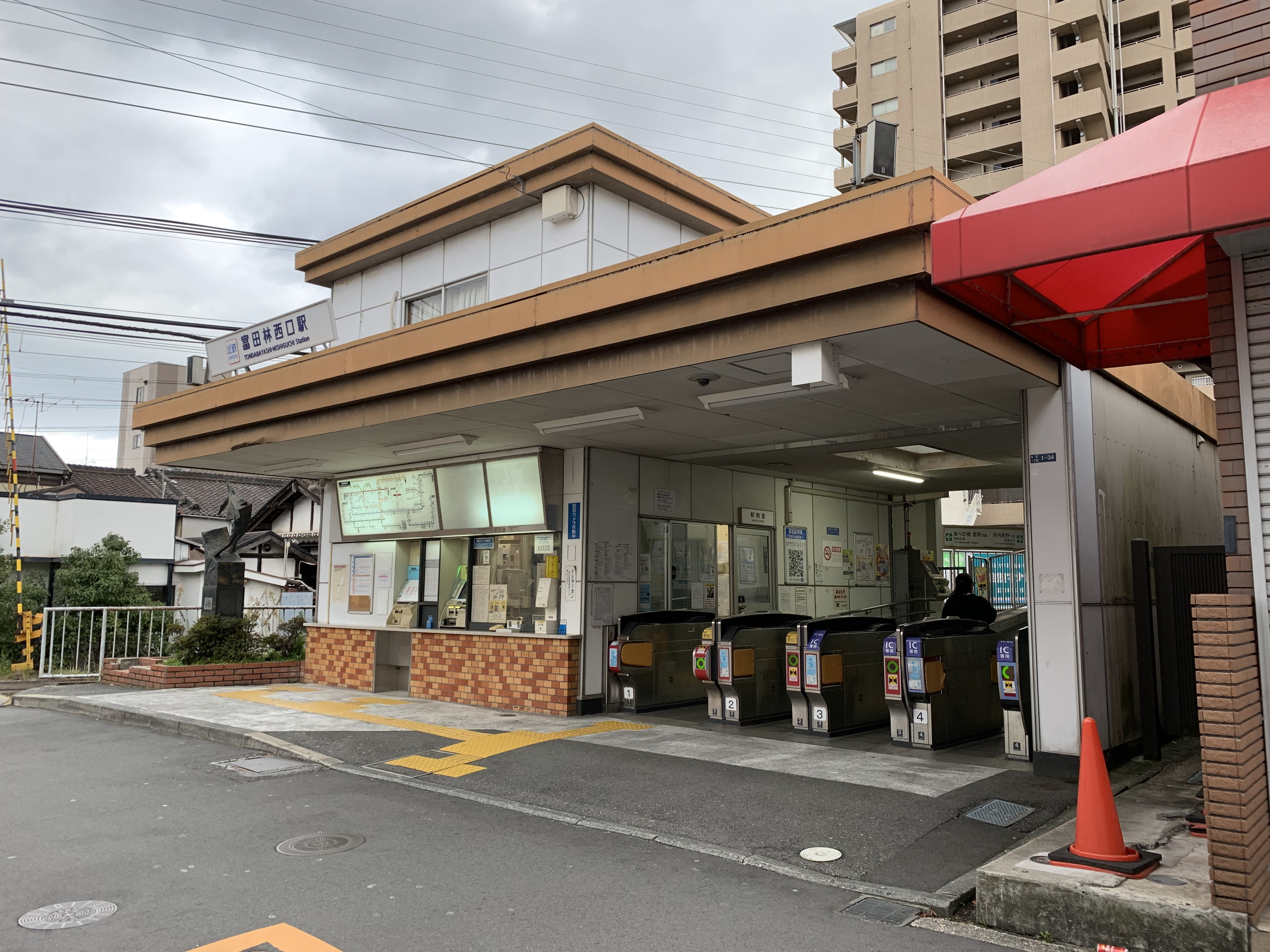
改札口

単式1面1線ホームの構造。棒線駅のため、河内長野行きと大阪阿部野橋方面行きの列車が同一ホームに発着する。ホーム有効長は5両分。駅舎（改札口）はホーム古市寄りにある。

### のりば
| 路線     | 方向 | 行先             |
| -------- | ---- | ---------------- |
| O 長野線 | 上り | 大阪阿部野橋方面 |
| O 長野線 | 下り | 河内長野方面     |

## 利用状況
2024年11月12日における1日乗降人員は5,852人である。
近年における1日乗降人員の推移は下表の通り。
| 年度               | 調査日   | 乗車人員 | 降車人員 | 乗降人員 | 出典        | 出典          |
| 年度               | 調査日   | 乗車人員 | 降車人員 | 乗降人員 | 近鉄        | 大阪府        |
| ------------------ | -------- | -------- | -------- | -------- | ----------- | ------------- |
| 1990年（平成02年） | 11月06日 | 4,543    | 4,369    | 8,912    |             | [ 大阪府 1 ]  |
| 1991年（平成03年） | -        | -        | -        | -        |             | [ 大阪府 2 ]  |
| 1992年（平成04年） | 11月10日 | 4,411    | 4,099    | 8,510    |             | [ 大阪府 3 ]  |
| 1993年（平成05年） | -        | -        | -        | -        |             | [ 大阪府 4 ]  |
| 1994年（平成06年） | -        | -        | -        | -        |             | [ 大阪府 5 ]  |
| 1995年（平成07年） | 12月05日 | 3,963    | 4,024    | 7,987    |             | [ 大阪府 6 ]  |
| 1996年（平成08年） | -        | -        | -        | -        |             | [ 大阪府 7 ]  |
| 1997年（平成09年） | -        | -        | -        | -        |             | [ 大阪府 8 ]  |
| 1998年（平成10年） | 11月10日 | 3,700    | 3,634    | 7,334    |             | [ 大阪府 9 ]  |
| 1999年（平成11年） | -        | -        | -        | -        |             | [ 大阪府 10 ] |
| 2000年（平成12年） | 11月07日 | 2,971    | 2,885    | 5,856    | [ 近鉄 1 ]  | [ 大阪府 11 ] |
| 2001年（平成13年） | -        | -        | -        | -        |             | [ 大阪府 12 ] |
| 2002年（平成14年） | -        | -        | -        | -        |             | [ 大阪府 13 ] |
| 2003年（平成15年） | 11月11日 | 3,225    | 3,042    | 6,267    | [ 近鉄 2 ]  | [ 大阪府 14 ] |
| 2004年（平成16年） | -        | -        | -        | -        |             | [ 大阪府 15 ] |
| 2005年（平成17年） | 11月08日 | 3,182    | 3,033    | 6,215    | [ 近鉄 3 ]  | [ 大阪府 16 ] |
| 2006年（平成18年） | -        | -        | -        | -        |             | [ 大阪府 17 ] |
| 2007年（平成19年） | -        | -        | -        | -        |             | [ 大阪府 18 ] |
| 2008年（平成20年） | 11月18日 | 3,001    | 2,883    | 5,884    |             | [ 大阪府 19 ] |
| 2009年（平成21年） | -        | -        | -        | -        |             | [ 大阪府 20 ] |
| 2010年（平成22年） | 11月09日 | 3,165    | 2,970    | 6,135    | [ 近鉄 4 ]  | [ 大阪府 21 ] |
| 2011年（平成23年） | -        | -        | -        | -        |             | [ 大阪府 22 ] |
| 2012年（平成24年） | 11月13日 | 3,055    | 2,951    | 6,006    | [ 近鉄 5 ]  | [ 大阪府 23 ] |
| 2013年（平成25年） | -        | -        | -        | -        |             | [ 大阪府 24 ] |
| 2014年（平成26年） | -        | -        | -        | -        |             | [ 大阪府 25 ] |
| 2015年（平成27年） | 11月10日 | 3,389    | 3,168    | 6,557    | [ 近鉄 6 ]  | [ 大阪府 26 ] |
| 2016年（平成28年） | -        | -        | -        | -        |             | [ 大阪府 27 ] |
| 2017年（平成29年） | -        | -        | -        | -        |             | [ 大阪府 28 ] |
| 2018年（平成30年） | 11月13日 | 3,308    | 3,229    | 6,537    | [ 近鉄 7 ]  | [ 大阪府 29 ] |
| 2019年（令和元年） | -        | -        | -        | -        |             | [ 大阪府 30 ] |
| 2020年（令和02年） | -        | -        | -        | -        |             | [ 大阪府 31 ] |
| 2021年（令和03年） | 11月09日 | 3,045    | 3,028    | 6,073    | [ 近鉄 8 ]  | [ 大阪府 32 ] |
| 2022年（令和04年） | 11月08日 | 3,179    | 3,126    | 6,305    | [ 近鉄 9 ]  | [ 大阪府 33 ] |
| 2023年（令和05年） | 11月07日 | 2,921    | 2,897    | 5,818    | [ 近鉄 10 ] | [ 大阪府 34 ] |
| 2024年（令和06年） | 11月12日 |          |          | 5,852    | [ 近鉄 11 ] |               |

## 駅周辺
- 富田林市役所
- 富田林警察署
- 富田林市消防本部
- 大阪府南河内府民センター
  - 富田林土木事務所
- 富田林保健所
- 富田林郵便局
- 富田林西口郵便局
- 富田林寺内町 - 国の重要伝統的建造物群保存地区。
- 富田林市立富田林小学校
- 富田林市立第一中学校
- 大阪府立富田林中学校・高等学校
- 大阪府立河南高等学校
- 大阪府道203号富田林狭山線

## 隣の駅
近畿日本鉄道
O 長野線
■急行・■準急・■普通
富田林駅 (O18) - 富田林西口駅 (O19) - 川西駅 (O20)

### 記事本文

### 利用状況
1. ↑  駅別一日乗降人員 長野線 道明寺線 御所線 - 近畿日本鉄道
2. ↑  大阪府統計年鑑 - 大阪府

#### 近畿日本鉄道
1. ↑  駅別乗降人員 長野線 道明寺線 御所線 - 近畿日本鉄道（ウェイバックマシン）
2. ↑  駅別乗降人員 長野線 道明寺線 御所線 - 近畿日本鉄道（ウェイバックマシン）
3. ↑  駅別乗降人員 長野線 道明寺線 御所線 - 近畿日本鉄道（ウェイバックマシン）
4. ↑  駅別乗降人員 長野線 道明寺線 御所線 - 近畿日本鉄道（ウェイバックマシン）
5. ↑  駅別乗降人員 長野線 道明寺線 御所線 - 近畿日本鉄道（ウェイバックマシン）
6. ↑  駅別乗降人員 長野線 道明寺線 御所線 - 近畿日本鉄道（ウェイバックマシン）
7. ↑  駅別乗降人員 長野線 道明寺線 御所線 - 近畿日本鉄道（ウェイバックマシン）
8. ↑  近鉄線駅別乗降人員データ【調査日：令和3年11月9日(火)】 (PDF)  - 近畿日本鉄道
9. ↑  近鉄線駅別乗降人員データ【調査日：令和4年11月8日(火)】 (PDF)  - 近畿日本鉄道
10. ↑  近鉄線駅別乗降人員データ【調査日：令和5年11月7日(火)】 (PDF)  - 近畿日本鉄道
11. ↑  近鉄線駅別乗降人員データ【調査日：令和6年11月12日(火)】 (PDF)  - 近畿日本鉄道

#### 大阪府統計年鑑
1. ↑  大阪府統計年鑑（平成3年） (PDF)
2. ↑  大阪府統計年鑑（平成4年） (PDF)
3. ↑  大阪府統計年鑑（平成5年） (PDF)
4. ↑  大阪府統計年鑑（平成6年） (PDF)
5. ↑  大阪府統計年鑑（平成7年） (PDF)
6. ↑  大阪府統計年鑑（平成8年） (PDF)
7. ↑  大阪府統計年鑑（平成9年） (PDF)
8. ↑  大阪府統計年鑑（平成10年） (PDF)
9. ↑  大阪府統計年鑑（平成11年） (PDF)
10. ↑  大阪府統計年鑑（平成12年） (PDF)
11. ↑  大阪府統計年鑑（平成13年） (PDF)
12. ↑  大阪府統計年鑑（平成14年） (PDF)
13. ↑  大阪府統計年鑑（平成15年） (PDF)
14. ↑  大阪府統計年鑑（平成16年） (PDF)
15. ↑  大阪府統計年鑑（平成17年） (PDF)
16. ↑  大阪府統計年鑑（平成18年） (PDF)
17. ↑  大阪府統計年鑑（平成19年） (PDF)
18. ↑  大阪府統計年鑑（平成20年） (PDF)
19. ↑  大阪府統計年鑑（平成21年） (PDF)
20. ↑  大阪府統計年鑑（平成22年） (PDF)
21. ↑  大阪府統計年鑑（平成23年） (PDF)
22. ↑  大阪府統計年鑑（平成24年） (PDF)
23. ↑  大阪府統計年鑑（平成25年） (PDF)
24. ↑  大阪府統計年鑑（平成26年） (PDF)
25. ↑  大阪府統計年鑑（平成27年） (PDF)
26. ↑  大阪府統計年鑑（平成28年） (PDF)
27. ↑  大阪府統計年鑑（平成29年） (PDF)
28. ↑  大阪府統計年鑑（平成30年） (PDF)
29. ↑  大阪府統計年鑑（令和元年） (PDF)
30. ↑  大阪府統計年鑑（令和2年） (PDF)
31. ↑  大阪府統計年鑑（令和3年） (PDF)
32. ↑  大阪府統計年鑑（令和4年） (PDF)
33. ↑  大阪府統計年鑑（令和5年） (PDF)
34. ↑  大阪府統計年鑑（令和6年） (PDF)